# ゴットハルト・ザクセンベルク
ゴットハルト・ザクセンベルク（Gotthard Sachsenberg、1891年 12月6日 - 1961年8月23日）は、第一次世界大戦で31機を撃墜し、世界初の海軍航空隊を指揮したドイツ帝国海軍のエース・パイロットである。後年、航空会社のアエロ・ロイト（Aero Lloyd）を設立し、ドイツの議会では反ナチスの一員となり他方では水中翼船開発の先駆者でもあった。

## 初期と海軍での履歴

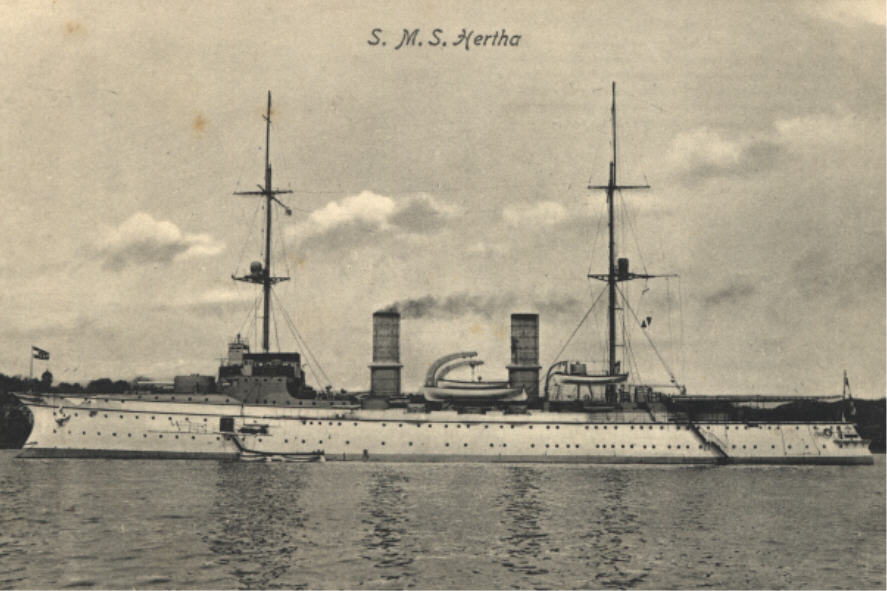
巡洋艦ヘルタ

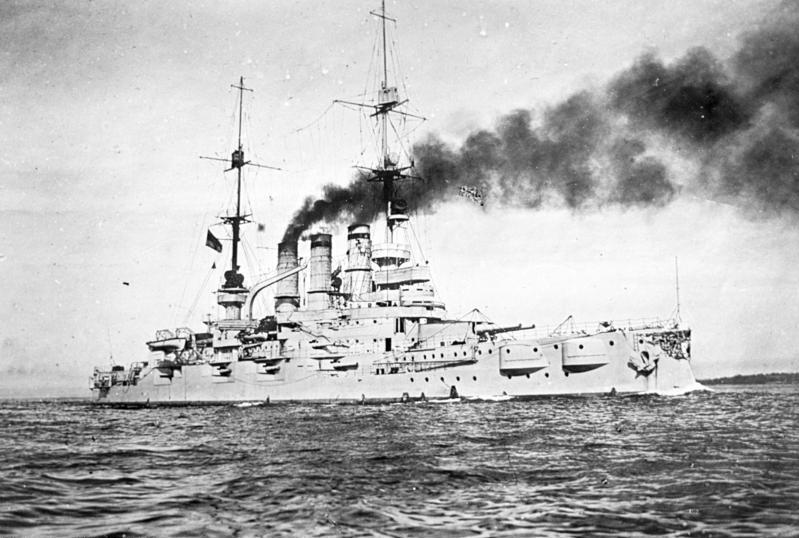
戦艦ポンメルン

ゴットハルト・ザクセンベルクはドイツ、デッサウのエルベ川北部のロスラウ山（Rosslau Mountain）で生まれた。初期の教育を終えると大学入学準備用の予備校に入るためにアイゼナッハのギムナジウムに入学した。専攻は経済であった。
ザクセンベルクはドイツ帝国海軍に志願し、1913年4月1日に巡洋艦ヘルタ座乗の士官候補生となり、1914年に少尉候補生（Fähnrich）に昇進すると戦艦ポンメルンに異動した。1915年8月の少尉見習時代にその優秀な砲撃観測員の手腕に対し一級鉄十字章が授与された。1915年9月15日にザクセンベルクは少尉に任官した。

## 第一次世界大戦

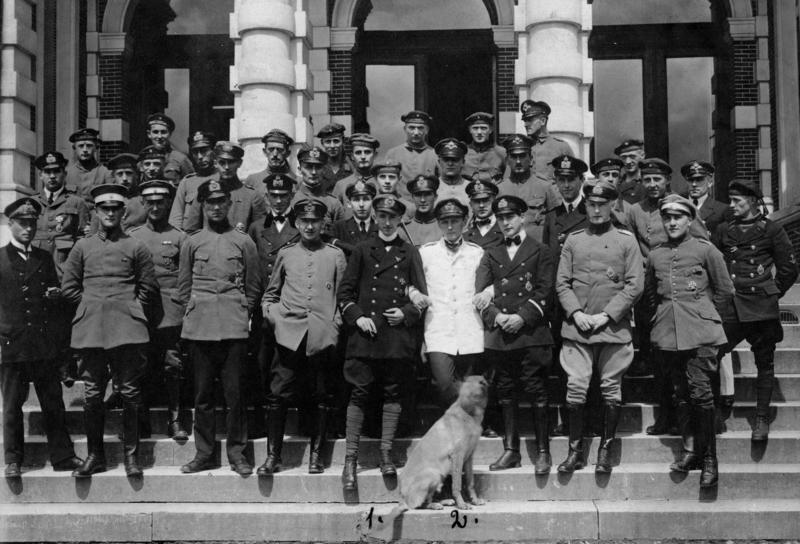
戦友と共に。最前列の白い制服がザクセンベルク少尉（2）、その左がテオ・オステルカンプ少尉（1）

しかし、ザクセンベルクは飛行機に魅惑され1915年12月に航空隊へ異動し、海軍少尉（Fähnrich zur See）の観測員として海軍野戦飛行分遣隊（Marine-Feldflieger-Abteilung – MFA）に配属された。

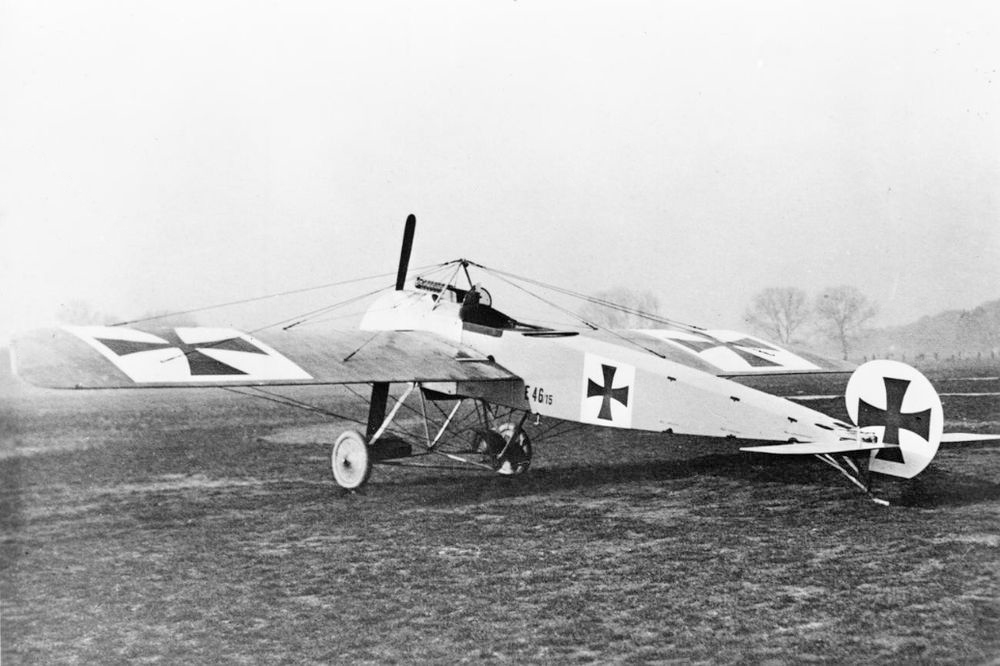
フォッカー単葉

その後ザクセンベルクは観測員の教官を務め、パイロットの資格を取得するためにヨハニスタールで飛行訓練を受けてからフォッカー単葉機を装備する海軍第2野戦飛行分遣隊（MFA 2）に戻った。
1917年2月1日にザクセンベルクはフォン・サンテン（von Santen）中尉の後を継いで海軍第I野戦戦闘飛行中隊（Marine-Feld-Jagdstaffel – MFJ I）の指揮官となった。幾分遅れて編成された海軍第II野戦戦闘飛行中隊（MFJ II）とMFJ Iの2つの飛行中隊が合併してできたより大きな部隊の海軍フランダース戦闘飛行隊（Marine-Jagdgeschwader Flandern）が発足し、ザクセンベルク海軍中尉が指揮官に任命された。ザクセンベルクの友人でありライバルのエース・パイロットのテオ・オステルカンプはMFJ IIの指揮官となった。
後に海軍第III野戦戦闘飛行中隊（MFJ III）が発足し、更に後で発足した2つの野戦戦闘飛行中隊も親部隊に編入され部隊は陸軍の戦闘航空団に匹敵する50機の戦闘機を擁する戦力に拡充された。北海沿岸の飛行場に配備された野戦戦闘飛行中隊は、しばしば似たような環境に配備されていた英海軍航空隊の航空機と戦闘を行った。
ザクセンベルクは戦闘機パイロットとしての撃墜記録は、1917年5月1日のファルマン機とソッピース 1½ ストラッターの撃墜で始まった。12日には再びソッピース パップを海上に撃墜し、6月7日に2機撃墜を記録したことによりエース・パイロットとなった。
8月20日にザクセンベルクはホーエンツォレルン家勲章の騎士十字章を授与され、1917年末までに撃墜記録は8機になっていた。
ザクセンベルクは1918年3月17日に9機目を撃墜し、10月29日に31機目を撃墜するまで順調に記録を伸ばしていった。この記録更新期間中の8月5日にはプロイセン王国とドイツ帝国で最も栄誉あるプール・ル・メリット勲章を授与された。

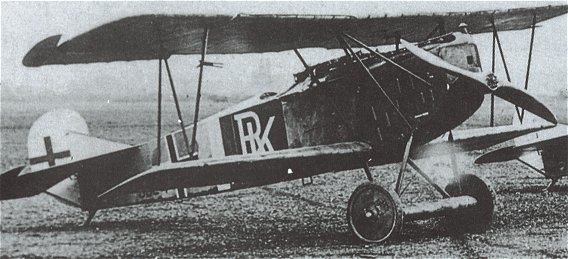
フォッカー D.VII

1918年6月に野戦戦闘飛行中隊は装備をアルバトロス機からフォッカー D.VIIへ改編した。これらの機体はマンフレート・フォン・リヒトホーフェンの空中曲芸団のように派手な目立つ塗装が施された。塗色の基調は、ザクセンベルク個人のモチーフである黄色と黒の市松模様と同じく黄色と黒で、この塗装は部隊全体に広まり個々のパイロットはこれに様々な独自の標識を着けていた。

## 第一次世界大戦後
1919年1月にザクセンベルクは第一次世界大戦のエース・パイロット仲間を含む700名から構成される「ザクセンベルク戦闘航空団（Kampfgeschwader Sachsenberg）」を編成し、リトアニアのリガを拠点にドイツ、リトアニア、ラトビア、エストニア、フィンランドのバルト海国境地域に於いてロシア人共産主義者勢力と戦うドイツ義勇軍に対して航空支援を行った。部隊はこの地域の制空権を確立することに成功し、主に義勇軍のための地上攻撃支援活動を行った。
1920年3月5日にザクセンベルクは中尉に昇進した。
バルト海国境地域での戦闘の終了後、当初ザクセンベルクは仲間の退役軍人が市民生活へ復帰するための援助をする仕事に関係していた。
その後ザクセンベルクは、自身がバルト海国境地域で使用していた航空機を製造していたフーゴー・ユンカース博士と共にアエロ・ロイト航空を設立した。ザクセンベルクの仕事上のもう一つの興味は兄弟が経営する河川用船舶や小型の沿岸用船舶を製造している造船所であった。
ザクセンベルクは政治に興味を持つようになりドイツ議会の議員に選出され、1932年7月からリーグニッツ（Liegnitz）を代表し平和主義の立場をとった。戦争に向けたドイツの軍備再建や特にドイツ空軍の創設に反対する著書を出版した。ザクセンベルクは再軍備がドイツの家庭と土壌に戦争をもたらすということを予期していた。ザクセンベルクが口にした「敗北主義」という言葉の報いにナチスは秘密裏の欠席裁判を行ったが、家族の造船所が軍用船舶を製造していたためにザクセンベルクは有罪判決の効力を免れることが出来た。
1930年代の半ばにザクセンベルクは水中翼船の先駆者であるハンス・フォン・シェルテル（Hanns von Schertel）と提携した。従来の水上艦艇よりも速い30ノット以上の速度が出る水中翼船はドイツの運輸省と大蔵省、ドイツ海軍、ドイツ空軍の興味を惹いた。水中翼船の民間利用は第二次世界大戦により打ち切られた。最大速度60ノットまで出せる大きさの異なる幾隻かの軍用水中翼船が第二次世界大戦中に製造されたが、どれも試作段階でそのほとんどが何らかの形で戦争の犠牲となった。
第二次世界大戦の終結によりデッサウはソビエト連邦に占領され、造船所も接収された。
ザクセンベルクとシェルテルは1953年にスイスでシュプラマル（Supramar）という名の新しい水中翼船事業を立ち上げ、最終的にはスイスのアスコナとイタリアのアスコナ（Ascona）を結ぶ世界初の商業水中翼船航路を開通した。水中翼船の構想は徐々に世界中に広がったが、ザクセンベルクはそれが一般的に利用されるようになるまでは生き永らえることができなかった。
ゴットハルト・ザクセンベルクは1961年8月23日にブレーメンで心臓発作を起こして死去した。